# Claudine Wilde
Claudine Wilde (15 de marzo de 1967) es una actriz de cine y televisión alemana.

## Infancia y educación
Nació en Berlín y creció en el sur de Francia. Recibió una formación actoral de tres años en el Conservatorio de Artes Dramáticas de Saint-Étienne y un año en la Escuela James Logan en el Área de la Bahía de San Francisco.

## Carrera
Ha aparecido en muchas películas y series de televisión como Captive in Yemen, Das Papst-Attentat, así como The Old Fox, Siska y Tatort, interpretando papeles principales o secundarios.
También ha aparecido en producciones francesas, especialmente en teatro como Les Misérables realizado en Saint-Étienne.

## Vida privada
Wilde estuvo casada de 2001 a 2011 con el ingeniero checo Tomás Kanok, se separaron en 2009. La pareja tiene dos hijos.
Habla alemán, inglés y francés con fluidez.  También tiene conocimientos básicos de español e italiano.

## Filmografía

### Televisión
| - 1991: Schloß Pompon Rouge - 1992: Tatort: Der Mörder und der Prinz - 1992: Auf Achse - 1992: Glückliche Reise - 1993: Schwarz greift ein - 1994: Mutter, ich will nicht sterben! - 1995: Die Straßen von Berlin - 1995: Rosamunde Pilcher - 1996: Tatort: Der Spezialist - 1996: Solange es die Liebe gibt - 1996: Ein Bayer auf Rügen - 1996: Tatort: Die Abrechnung - 1999: Gefangen im Jemen - 2000: Vor Sonnenuntergang - 2002: Tatort: Todesfahrt - 2002: Der Alte – Die verlorene Wette - 2002: Aus lauter Liebe zu Dir | - 2003: Klinik unter Palmen - 2003: Marga Engel kocht vor Wut - 2004: Am Kap der Liebe - 2004: Hexenküsse - 2004: Der Alte — Folge 302: Blutsbande - 2005: Das Haus der Harmonie - 2005: Charlotte Link: el engaño - 2006–2008: Im Tal des Schweigens - 2006: Das Traumhotel – Seychellen - 2006: Das Duo: Man lebt nur zweimal - 2006: Die Alpenklinik - 2008: Das Papst-Attentat - 2008: Tierärztin Dr. Mertens - 2009: Schwarzwaldliebe - 2013: In aller Freundschaft - 2013: Akte Ex - 2014: Die Rosenheim-Cops |

## Cine
- 1991: Room Service
- 1992: Boomtown
- 1993: Polski Crash
- 1994: Sunny Point
- 1999: Das rote Strumpfband
- 2005: Die Geschichte von Micky Blue
- 2010: The last Fashion-Show
- 2012: Ziemlich dickste Freundinnen